# Ryo Ishii
Ryo Ishii (石井 綾 Ishii Ryō?, nacido el 24 de junio de 1993 en Okazaki, Aichi) es un futbolista japonés que se desempeña como guardameta.

## Trayectoria

### Clubes
| Club                | País  | Año    |
| ------------------- | ----- | ------ |
| Mito HollyHock      | Japón | 2016   |
| Azul Claro Numazu   | Japón | 2017   |
| Fukushima United FC | Japón | 2018 - |

## Estadística de carrera

### J. League
| Club              | Año   | J. League | J. League | Copa J. League | Copa J. League | Total | Total |
| Club              | Año   | Part.     | Goles     | Part.          | Goles          | Part. | Goles |
| ----------------- | ----- | --------- | --------- | -------------- | -------------- | ----- | ----- |
| Mito HollyHock    | 2016  | 0         | 0         | -              | -              | 0     | 0     |
| Azul Claro Numazu | 2017  | 13        | 0         | -              | -              | 13    | 0     |
| Total             | Total | 13        | 0         | 0              | 0              | 13    | 0     |